# Troon
Troon är en ort i Storbritannien.   Den ligger i kommunen South Ayrshire och riksdelen Skottland, 54 km sydväst om Glasgow och 500 km nordväst om huvudstaden London. Troon ligger 5 meter över havet och antalet invånare är 14 900.
Terrängen runt Troon är platt. Havet är nära Troon åt sydväst genom Firth of Clyde. Runt Troon är det tätbefolkat, med 819 invånare per kvadratkilometer. Närmaste större samhälle är Ayr, 9,2 km söder om Troon.
Strax söder om ortens centrum ligger Royal Troon Golf Club, som har varit värld för The Open Championship vid ett flertal tillfällen. 